# 克拉西利夫卡 (季斯梅尼齊亞區)
48°46′47″N 24°52′53″E / 48.77972°N 24.88139°E
克拉西利夫卡（烏克蘭語：Красилівка），是烏克蘭西部的村莊，隸屬伊萬諾-弗蘭科夫斯克州的伊萬諾-弗蘭科夫斯克區。該村始建於1418年，面積7.02平方公里，2001年人口646，人口密度每平方公里92人。